# Палешка
Па́лешка (устар. Люлих; устар. Палех) — небольшая река в Ивановской области; левый приток реки Люлех. Длина — 11 км. Устье реки находится в 37 км по левому берегу реки Люлех.

## Течение
Палешка начинается из родников около деревни Смертино Палехского района Ивановской области. Перед Палехом в реку впадает ручей Вязовка.
Протекает по территории Палехского района среди холмов, покрытых лиственными лесами. На берегах реки расположен посёлок Палех. В черте Палеха имеются две плотины, один автомобильный мост и несколько пешеходных. Образованное плотинами водохранилище занимает площадь 8 га.
Река впадает в Люлех около села Красного Палехского района. Долина Палешки в границах посёлка Палех является региональным памятником природы. Высота устья — 94 м над уровнем моря.

## Данные водного реестра
По данным государственного водного реестра России относится к Окскому бассейновому округу, водохозяйственный участок реки — Клязьма от города Ковров и до устья, без реки Уводь, речной подбассейн реки — бассейны притоков Оки от Мокши до впадения в Волгу. Речной бассейн реки — Ока.
Код объекта в государственном водном реестре — 09010301112110000033457.